# Michael Mietke

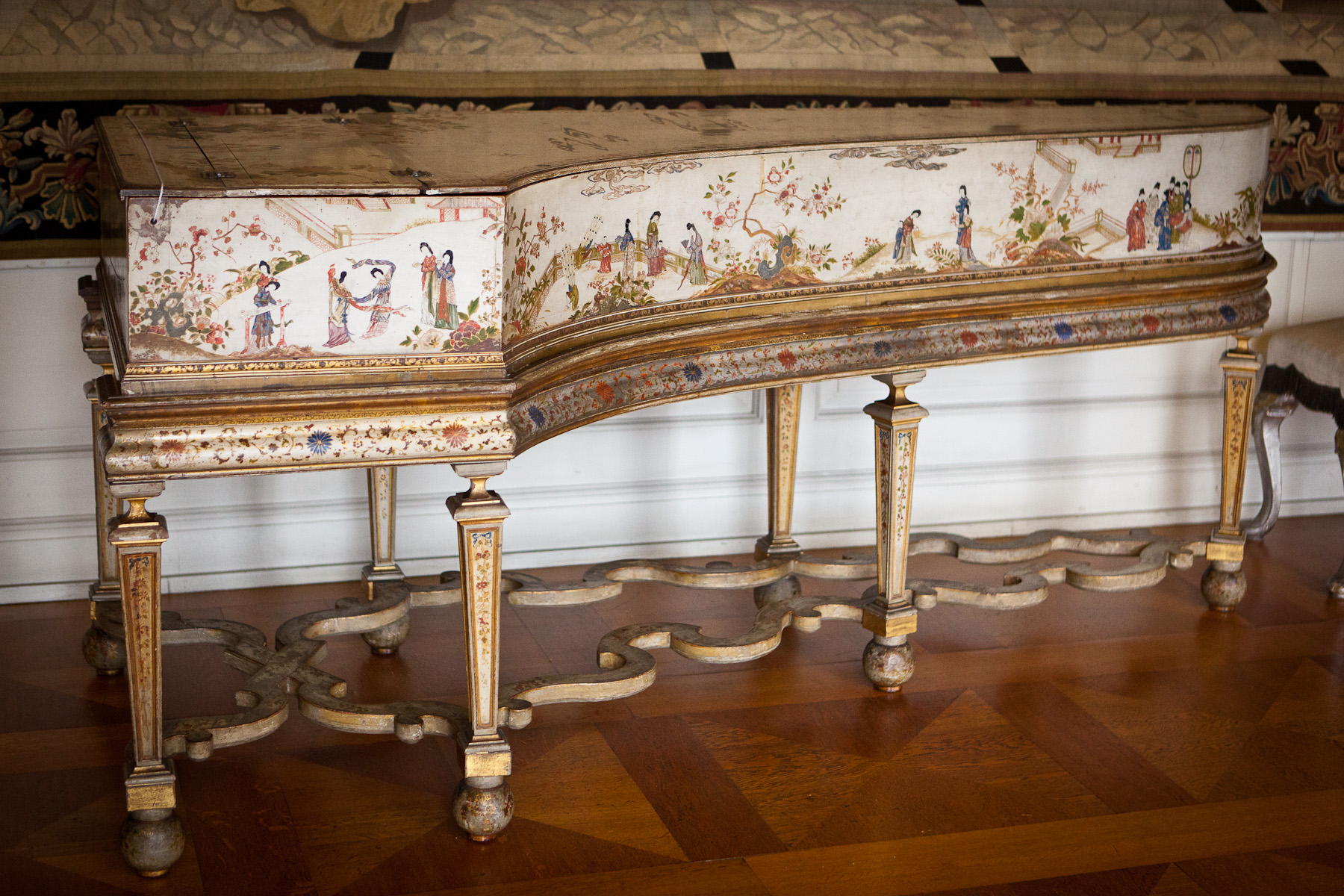
Clavecin de Michael Mietke (1702/1704) au château de Charlottenbourg.

Michael Mietke I (avant 1665 – 1726 ou 1729) est un facteur allemand de clavecins et de harpes. 
Il semble qu'il ait passé toute sa vie à Berlin et il est connu pour y avoir travaillé en tant que facteur d'instruments à partir de 1695 au plus tard. Il succéda en 1707 à Christoph Werner en tant que facteur officiel de la Cour de Prusse. 
On sait qu'il a livré un instrument à la cour ducale d'Anhalt-Köthen en 1719 sur les conseils de Johann Sebastian Bach qui fit le voyage à Berlin à cet effet ; ce fut probablement pour cet instrument que Bach a composé le cinquième Concerto Brandebourgeois. 
Trois de ses instruments sont conservés : 
- deux se trouvent au château de Charlottenbourg (simple et double clavier) , ils ne sont pas signés et présentent une décoration façon porcelaine raffinée et fastueuse réalisée par Gérard Dagly ;
- le dernier se trouve en Suède à Hudiksvall ; à clavier unique il est marqué Berlin, 1710.

Michael Mietke II (5 mars 1702 – avril ou août 1754), un de ses fils, devint facteur pour la cour à Königsberg en 1728.
Georg Mietke (31 janvier 1704 – 1770), autre fils, quitta Berlin en 1729 pour Danzig puis en 1739 pour Königsberg ou il reçut l'autorisation de construire 'Claviere, und musikalische Instrumenten' en 1747.
Friedrich Mietke (1746 – vers 1805) fils de Georg Mietke fut instruit par celui-ci jusqu'en 1765 ; il devint facteur pour la cour à Königsberg en 1770.